# Persone di cognome Mitchell
| Questa pagina contiene informazioni ricavate automaticamente dalle voci biografiche con l'ausilio del template Bio e di un bot. L'aggiornamento è periodico e automatico e ricostruisce completamente la pagina. Se manca una persona in questa lista, sei pregato di non aggiungerla, ma accertati piuttosto che la sua voce biografica contenga il template Bio e che i dati anagrafici siano correttamente compilati. Se il template Bio manca, inseriscilo tu stesso o, in alternativa, metti l'avviso {{tmp\|Bio}} che ne segnala la mancanza. Se i dati riportati sono sbagliati, correggi direttamente la voce biografica; le modifiche saranno visibili in questa lista entro pochi giorni. Per chiarimenti vedi il progetto antroponimi. La lista contiene solo le 201 persone che sono citate nell'enciclopedia e per le quali è stato implementato correttamente il template Bio. Pagina aggiornata al 23 lug 2025. |

Questa è una lista di persone presenti nell'enciclopedia che hanno il cognome Mitchell, suddivise per attività principale.

## Allenatori di calcio(4)
- Charlie Mitchell, allenatore di calcio e ex calciatore scozzese (Paisley, n. 1948)
- Dale Mitchell, allenatore di calcio e ex calciatore canadese (Vancouver, n. 1958)
- Dave Mitchell, allenatore di calcio e ex calciatore australiano (Glasgow, n. 1962)
- Thomas Mitchell, allenatore di calcio scozzese (Dumfries, n. 1843 - Blackburn, † 1921)

## Ammiragli(1)
- Andrew Mitchell, ammiraglio britannico (Dunfermline, n. 1757 - Bermuda, † 1806)

## Astronauti(1)
- Edgar Mitchell, astronauta statunitense (Hereford, n. 1930 - West Palm Beach, † 2016)

## Astronome(1)
- Maria Mitchell, astronoma statunitense (Nantucket, n. 1818 - Lynn, † 1889)

## Atleti paralimpici(1)
- Paul Mitchell, atleta paralimpico australiano (Inghilterra, n. 1970)

## Attiviste(1)
- Hannah Mitchell, attivista inglese (High Peak, n. 1872 - Manchester, † 1956)

## Attori(25)
- Atticus Mitchell, attore canadese (Toronto, n. 1993)
- Cameron Mitchell, attore statunitense (Dallastown, n. 1918 - Pacific Palisades, † 1994)
- Chuck Mitchell, attore statunitense (Connecticut, n. 1927 - Hollywood, † 1992)
- Daryl Mitchell, attore statunitense (The Bronx, n. 1965)
- E. Roger Mitchell, attore statunitense (Miami, n. 1971)
- Eddy Mitchell, attore e cantante francese (Parigi, n. 1942)
- Ewan Mitchell, attore britannico (Derby, n. 1997)
- George Mitchell, attore statunitense (Larchmont, n. 1905 - Washington, † 1972)
- Gordon Mitchell, attore statunitense (Denver, n. 1923 - Marina del Rey, † 2003)
- Grant Mitchell, attore statunitense (Columbus, n. 1874 - Los Angeles, † 1957)
- Hugh Mitchell, attore britannico (Winchester, n. 1989)
- James Mitchell, attore e danzatore statunitense (Sacramento, n. 1920 - Los Angeles, † 2010)
- Jason Mitchell, attore statunitense (New Orleans, n. 1987)
- John Cameron Mitchell, attore, sceneggiatore e regista statunitense (El Paso, n. 1963)
- Kel Mitchell, attore statunitense (Chicago, n. 1978)
- Kenneth Mitchell, attore canadese (Toronto, n. 1974 - Los Angeles, † 2024)
- Luke Mitchell, attore australiano (Gold Coast, n. 1985)
- Michael Mitchell, attore statunitense (Colleyville, n. 1983)
- Millard Mitchell, attore statunitense (L'Avana, n. 1903 - Santa Monica, † 1953)
- Nathan Mitchell, attore canadese (Mississauga, n. 1988)
- Sasha Mitchell, attore statunitense (Los Angeles, n. 1967)
- Scoey Mitchell, attore e personaggio televisivo statunitense (Newburgh, n. 1930 - Torrance, † 2022)
- Silas Weir Mitchell, attore statunitense (Filadelfia, n. 1969)
- Thomas Mitchell, attore statunitense (Elizabeth, n. 1892 - Los Angeles, † 1962)
- Warren Mitchell, attore britannico (Londra, n. 1926 - Londra, † 2015)

## Attrici(11)
- Elizabeth Banks, attrice, regista e produttrice cinematografica statunitense (Pittsfield, n. 1974)
- Ann Mitchell, attrice britannica (Londra, n. 1939)
- Beverley Mitchell, attrice statunitense (Arcadia, n. 1981)
- Elizabeth Mitchell, attrice statunitense (Los Angeles, n. 1970)
- Lisa Mitchell, attrice statunitense (New York, n. 1940)
- Maia Mitchell, attrice australiana (Lismore, n. 1993)
- Penelope Mitchell, attrice australiana (Melbourne, n. 1991)
- Radha Mitchell, attrice australiana (Melbourne, n. 1973)
- Rhea Mitchell, attrice e sceneggiatrice statunitense (Portland, n. 1890 - Los Angeles, † 1957)
- Shay Mitchell, attrice e modella canadese (Mississauga, n. 1987)
- Yvonne Mitchell, attrice britannica (Londra, n. 1915 - Londra, † 1979)

## Attrici pornografiche(1)
- Sharon Mitchell, ex attrice pornografica statunitense (New Jersey, n. 1956)

## Aviatori(1)
- James Hart Mitchell, aviatore inglese (Hereford, n. 1899 - † 1921)

## Banchieri(1)
- Alexander Mitchell, banchiere, imprenditore e politico statunitense (Ellon, n. 1817 - New York, † 1887)

## Batteristi(1)
- Mitch Mitchell, batterista inglese (Ealing, n. 1946 - Portland, † 2008)

## Biochimici(1)
- Peter Dennis Mitchell, biochimico britannico (Mitcham, n. 1920 - Bodmin, † 1992)

## Calciatori(13)
- Adam Mitchell, calciatore croato (Vergoraz, n. 1996)
- Alex Mitchell, calciatore inglese (n. 2001)
- Alfred James Mitchell, calciatore inglese
- Barrie Mitchell, calciatore scozzese (Aberdeen, n. 1947 - Birkenhead, † 2021)
- Billy Mitchell, calciatore inglese (Orpington, n. 2001)
- Carlyle Mitchell, calciatore trinidadiano (Arima, n. 1987)
- Clement Mitchell, calciatore e crickettista inglese (Cambridge, n. 1862 - Hove, † 1937)
- Demetri Mitchell, calciatore inglese (Manchester, n. 1997)
- Devon Mitchell, ex calciatore trinidadiano (n. 1981)
- James Mitchell, calciatore inglese (Manchester, n. 1897 - Leicester, † 1975)
- Josh Mitchell, ex calciatore australiano (Belmont, n. 1984)
- Kairo Mitchell, calciatore grenadino (Leicester, n. 1997)
- Tyrick Mitchell, calciatore inglese (Brent, n. 1999)

## Canottieri(1)
- Kent Mitchell, canottiere statunitense (Albany, n. 1939)

## Cantanti(7)
- Bob Evans, cantante australiano (Perth, n. 1977)
- Janie Jones, cantante britannica (Seaham, n. 1941)
- Guy Mitchell, cantante, showman e attore statunitense (Detroit, n. 1927 - Las Vegas, † 1999)
- Lisa Mitchell, cantante e cantautrice australiana (Canterbury, n. 1990)
- Liz Mitchell, cantante giamaicana (Clarendon, n. 1952)
- Priscilla Mitchell, cantante statunitense (n. 1941 - † 2014)
- Sirah, cantante e rapper statunitense (Long Island, n. 1988)

## Cantautori(1)
- AJ Mitchell, cantautore e musicista statunitense (Belleville, n. 2001)

## Cantautrici(1)
- Anaïs Mitchell, cantautrice e chitarrista statunitense (Montpelier, n. 1981)

## Cestiste(3)
- Kelsey Mitchell, cestista statunitense (Cincinnati, n. 1995)
- Leilani Mitchell, cestista statunitense (Richland, n. 1985)
- Tiffany Mitchell, cestista statunitense (Charlotte, n. 1994)

## Cestisti(22)
- Mike Mitchell, cestista statunitense (Atlanta, n. 1956 - San Antonio, † 2011)
- Reid Mitchell, cestista canadese (Anyox, n. 1926 - † 2012)
- Steve Mitchell, cestista statunitense (Oklahoma City, n. 1952 - Pesaro, † 1978)
- Trhae Mitchell, cestista statunitense (Mableton, n. 1997)
- Todd Mitchell, ex cestista statunitense (Toledo, n. 1966)
- Tony Mitchell, cestista statunitense (Milwaukee, n. 1992)
- Aaron Mitchell, ex cestista e allenatore di pallacanestro statunitense (Welsh, n. 1969)
- Ajay Mitchell, cestista statunitense (Ans, n. 2002)
- Casey Mitchell, ex cestista statunitense (Savannah, n. 1988)
- Charles Mitchell, cestista statunitense (Marietta, n. 1993)
- Darrel Mitchell, ex cestista statunitense (New Iberia, n. 1984)
- Davion Mitchell, cestista statunitense (Hinesville, n. 1998)
- Dwayne Mitchell, ex cestista statunitense (New Orleans, n. 1982)
- Guy Mitchell, cestista statunitense (Kinderpost, n. 1923 - Denver, † 1972)
- Kwamain Mitchell, cestista statunitense (Milwaukee, n. 1989)
- Leland Mitchell, cestista statunitense (Kiln, n. 1941 - Starkville, † 2013)
- Leonard Mitchell, ex cestista statunitense (Lafayette, n. 1960)
- Matt Mitchell, cestista statunitense (Riverside, n. 1999)
- Murray Mitchell, cestista e allenatore di pallacanestro statunitense (Huntsville, n. 1923 - Portland, † 2013)
- Steve Mitchell, ex cestista statunitense (Memphis, n. 1964)
- Tasmin Mitchell, ex cestista statunitense (Baton Rouge, n. 1986)
- Wendell Mitchell, cestista statunitense (Temple, n. 1997)

## Climatologi(1)
- John Murray Mitchell, climatologo statunitense (New York, n. 1928 - Washington, † 1990)

## Comici(1)
- David Mitchell, comico e attore britannico (Salisbury, n. 1974)

## Contrabbassisti(1)
- Red Mitchell, contrabbassista e compositore statunitense (New York, n. 1927 - Salem, † 1992)

## Coreografi(1)
- Jerry Mitchell, coreografo e regista teatrale statunitense (Paw Paw, n. 1960)

## Danzatori(1)
- Arthur Mitchell, ballerino, coreografo e insegnante statunitense (New York, n. 1934 - New York, † 2018)

## Designer(1)
- Bill Mitchell, designer statunitense (Cleveland, n. 1912 - Royal Oak, † 1988)

## Doppiatori(1)
- Dave B. Mitchell, doppiatore e musicista statunitense (Tullahoma, n. 1969)

## Drammaturghi(1)
- Julian Mitchell, drammaturgo e sceneggiatore inglese (Epping, n. 1935)

## Economisti(2)
- Wesley Mitchell, economista statunitense (Rushville, n. 1874 - † 1948)
- Bill Mitchell, economista e docente australiano

## Esploratori(1)
- Thomas Mitchell, esploratore scozzese (Craigend, n. 1792 - Darling Point, † 1855)

## Flautiste(1)
- Nicole Mitchell, flautista, cantante e compositrice statunitense (Syracuse, n. 1967)

## Fotografi(1)
- Jack Mitchell, fotografo statunitense (Key West, n. 1925 - New Smyrna Beach, † 2013)

## Generali(1)
- Billy Mitchell, generale statunitense (Nizza, n. 1879 - New York, † 1936)

## Giavellottiste(1)
- Kathryn Mitchell, giavellottista australiana (Hamilton, n. 1982)

## Ginnaste(1)
- Lauren Mitchell, ginnasta australiana (Subiaco, n. 1991)

## Giocatori di baseball(1)
- D.J. Mitchell, giocatore di baseball statunitense (Winston-Salem, n. 1987)

## Giocatori di curling(1)
- Collin Mitchell, ex giocatore di curling canadese (Freeport, n. 1969)

## Giocatori di football americano(22)
- Adonai Mitchell, giocatore di football americano statunitense (Missouri City, n. 2002)
- Austin Mitchell, giocatore di football americano statunitense (Plaquemine)
- Bobby Mitchell, giocatore di football americano statunitense (Hot Springs, n. 1935 - Washington, † 2020)
- Cameron Mitchell, giocatore di football americano statunitense (Bolingbrook, n. 2001)
- Charles Mitchell, giocatore di football americano statunitense (Lyon, n. 1989)
- Earl Mitchell, giocatore di football americano statunitense (Houston, n. 1987)
- Elijah Mitchell, giocatore di football americano statunitense (Erath, n. 1998)
- Jackson Mitchell, giocatore di football americano statunitense (Ridgefield, n. 2001)
- James Mitchell, giocatore di football americano statunitense (Big Stone Gap, n. 1999)
- Keaton Mitchell, giocatore di football americano statunitense (McDonough, n. 2002)
- Kevin Mitchell, giocatore di football americano statunitense (Harrisburg, n. 1971 - Ashburn, † 2007)
- Lydell Mitchell, ex giocatore di football americano statunitense (Salem, n. 1949)
- Malcolm Mitchell, giocatore di football americano statunitense (Valdosta, n. 1993)
- Marvin Mitchell, giocatore di football americano statunitense (Norfolk, n. 1984)
- Max Mitchell, giocatore di football americano statunitense (Monroe, n. 1999)
- Mike Mitchell, giocatore di football americano statunitense (Fort Thomas, n. 1987)
- Quinyon Mitchell, giocatore di football americano statunitense (Williston, n. 2001)
- Terrance Mitchell, giocatore di football americano statunitense (Sacramento, n. 1992)
- Tom Mitchell, giocatore di football americano statunitense (Newport, n. 1944 - Cape Coral, † 2017)
- Victor Jamal Mitchell jr., giocatore di football americano statunitense (Yokosuka, n. 1997)
- Scott Mitchell, ex giocatore di football americano statunitense (Salt Lake City, n. 1968)
- Xavier Mitchell, giocatore di football americano statunitense (Landstuhl, n. 1993)

## Giornaliste(1)
- Andrea Mitchell, giornalista statunitense (New Rochelle, n. 1946)

## Hockeisti su ghiaccio(1)
- Bob Mitchell, ex hockeista su ghiaccio canadese

## Ingegneri(1)
- Reginald Joseph Mitchell, ingegnere aeronautico britannico (Butt Lane, n. 1895 - Southampton, † 1937)

## Insegnanti(1)
- Melanie Mitchell, insegnante statunitense

## Letterati(1)
- Riccardo Mitchell, letterato e patriota italiano (Messina, n. 1815 - † 1888)

## Medici(1)
- Silas Weir Mitchell, medico e scrittore statunitense (Filadelfia, n. 1829 - † 1914)

## Nuotatori(1)
- Ryan Mitchell, ex nuotatore australiano (Port Augusta, n. 1977)

## Nuotatrici(1)
- Betsy Mitchell, ex nuotatrice statunitense (n. 1966)

## Pallanuotisti(2)
- Bobby Mitchell, pallanuotista britannico (n. 1913 - † 1966)
- George Mitchell, pallanuotista statunitense (San Francisco, n. 1901 - Alameda, † 1988)

## Pistard(2)
- Ethan Mitchell, pistard neozelandese (Auckland, n. 1991)
- Kelsey Mitchell, pistard canadese (Brandon, n. 1993)

## Pittori(1)
- Charles William Mitchell, pittore inglese (Newcastle upon Tyne, n. 1854 - † 1903)

## Pittrici(1)
- Joan Mitchell, pittrice statunitense (Chicago, n. 1925 - Parigi, † 1992)

## Poeti(1)
- Adrian Mitchell, poeta, romanziere e drammaturgo inglese (Hampstead Heath, n. 1932 - North London, † 2008)

## Politiche(1)
- Roma Mitchell, politica, avvocato e giurista australiana (Adelaide, n. 1913 - Adelaide, † 2000)

## Politici(8)
- David B. Mitchell, politico statunitense (Muthill, n. 1766 - Milledgeville, † 1837)
- Dickon Mitchell, politico grenadino (St. David's, n. 1976)
- Henry Laurens Mitchell, politico statunitense (Birmingham, n. 1831 - Tampa, † 1903)
- James Fitz-Allen Mitchell, politico sanvincentino (Bequia, n. 1931 - Bequia, † 2021)
- John Newton Mitchell, politico statunitense (Detroit, n. 1913 - Washington, † 1988)
- Keith Mitchell, politico grenadino (Happy Hill, n. 1946)
- Paul Mitchell, politico statunitense (Boston, n. 1956 - Dryden Township, † 2021)
- William DeWitt Mitchell, politico statunitense (Winona, n. 1874 - Syosset, † 1955)

## Produttori cinematografici(1)
- Doug Mitchell, produttore cinematografico britannico (n. 1952)

## Psicoanalisti(1)
- Stephen Mitchell, psicoanalista statunitense (n. 1946 - † 2000)

## Psicologhe(1)
- Juliet Mitchell, psicologa britannica (Christchurch, n. 1940)

## Pugili(3)
- Brian Mitchell, ex pugile sudafricano (Johannesburg, n. 1961)
- Charley Mitchell, pugile britannico (Birmingham, n. 1861 - † 1918)
- Harry Mitchell, pugile britannico (Tiverton, n. 1895 - Twickenham, † 1983)

## Rapper(2)
- Gangsta Boo, rapper statunitense (Memphis, n. 1979 - Memphis, † 2023)
- Large Professor, rapper, beatmaker e produttore discografico statunitense (Queens, n. 1972)

## Registe teatrali(1)
- Katie Mitchell, regista teatrale inglese (Reading, n. 1964)

## Registi(4)
- Bruce M. Mitchell, regista e attore statunitense (n. 1883 - † 1952)
- David Robert Mitchell, regista e sceneggiatore statunitense (Clawson, n. 1974)
- Mike Mitchell, regista e animatore statunitense (Oklahoma City, n. 1970)
- Howard M. Mitchell, regista e attore statunitense (Pittsburgh, n. 1883 - Hollywood, † 1958)

## Rugbisti a 15(3)
- Drew Mitchell, ex rugbista a 15 australiano (Liverpool, n. 1984)
- Alex Mitchell, rugbista a 15 inglese (Maidstone, n. 1997)
- John Mitchell, ex rugbista a 15 e allenatore di rugby a 15 neozelandese (Hawera, n. 1964)

## Sassofonisti(1)
- Roscoe Mitchell, sassofonista, flautista e compositore statunitense (Chicago, n. 1940)

## Schermitrici(1)
- Maxine Mitchell, schermitrice statunitense (Leroy, n. 1917 - Fontana, † 1991)

## Scrittori(1)
- David Mitchell, scrittore inglese (Southport, n. 1969)

## Scrittori di fantascienza(1)
- Edward Page Mitchell, scrittore di fantascienza statunitense (Bath, n. 1852 - New London, † 1927)

## Scrittrici(3)
- Gladys Mitchell, scrittrice e insegnante britannica (Cowley, n. 1901 - Corfe Mullen, † 1983)
- Margaret Mitchell, scrittrice e giornalista statunitense (Atlanta, n. 1900 - Atlanta, † 1949)
- Ruth Comfort Mitchell, scrittrice statunitense (San Francisco, n. 1882 - Los Gatos, † 1954)

## Sindacalisti(1)
- John Mitchell, sindacalista statunitense (Braidwood, n. 1870 - New York, † 1919)

## Soprani(3)
- Nellie Melba, soprano australiano (Richmond, n. 1861 - Sydney, † 1931)
- Abbie Mitchell, soprano statunitense (New York, n. 1884 - New York, † 1960)
- Leona Mitchell, soprano statunitense (Enid, n. 1949)

## Tennisti(1)
- Matt Mitchell, ex tennista statunitense (Berkeley, n. 1957)

## Trombettisti(2)
- Blue Mitchell, trombettista statunitense (Miami, n. 1930 - Los Angeles, † 1979)
- Willie Mitchell, trombettista e produttore discografico statunitense (Ashland, n. 1928 - Memphis, † 2010)

## Tuffatrici(1)
- Michele Mitchell, ex tuffatrice statunitense (Phoenix, n. 1962)

## Velociste(2)
- Morgan Mitchell, velocista australiana (Carlton, n. 1994)
- Nikole Mitchell, ex velocista giamaicana (n. 1974)

## Velocisti(3)
- Rick Mitchell, velocista australiano (Sydney, n. 1955 - Brisbane, † 2021)
- Curtis Mitchell, velocista statunitense (Daytona Beach, n. 1989)
- Dennis Mitchell, ex velocista statunitense (Havelock, n. 1966)

## Wrestler(2)
- Kelani Jordan, wrestler e ex ginnasta statunitense (Boynton Beach, n. 1998)
- Nick Mitchell, ex wrestler statunitense (Magnolia, n. 1982)

## Zoologi(1)
- Peter Chalmers Mitchell, zoologo scozzese (Sheffield, n. 1864 - Glasgow, † 1945)